# Cornelis Engebrechtsz

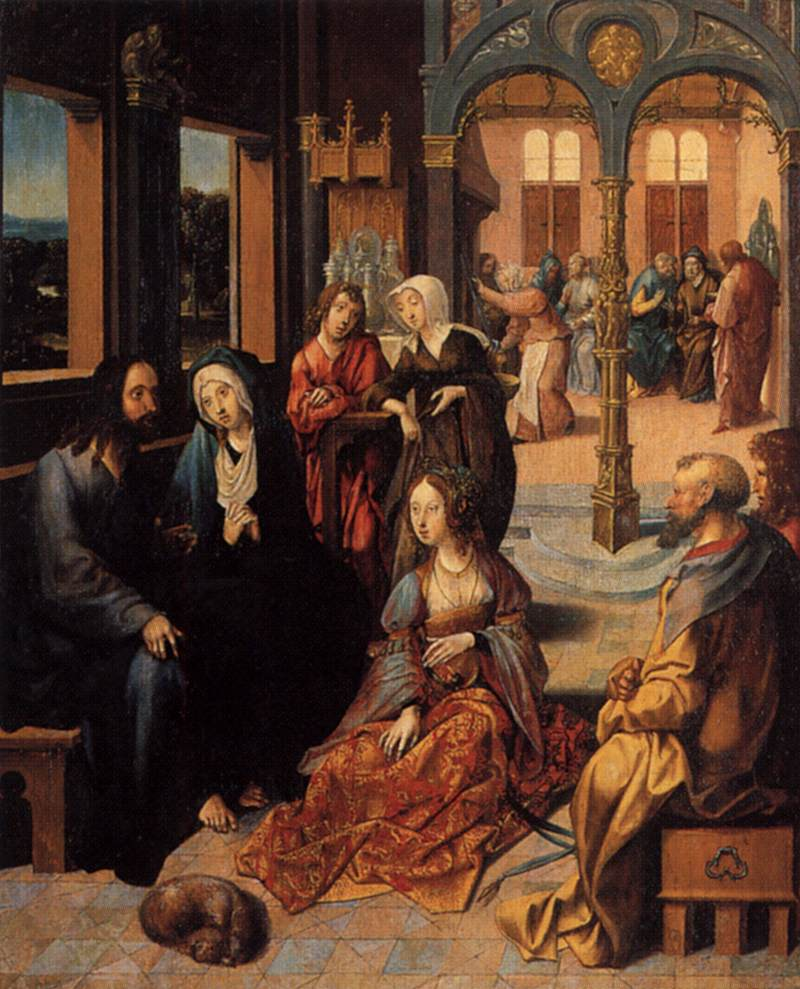
Crist a casa de Marta i María, oli sobre taula, 55 x 44,5 cm, Ámsterdam, Rijksmuseum.

Cornelis Engebrechtsz o Engelbrechtsz (Leiden, c. 1462 - Leiden, 1527) fou un pintor tardogótico neerlandès.

## Biografia
Es tenen poques dades dels seus orígens i formació. D'origen flamenc, podria haver-se format a Anvers amb Colijn de Coter, arcaitzant pintor de motius religiosos, en la línia de l'escola de Rogier van der Weyden. Ja adult es va convertir en el més important pintor de Leiden i cap d'un nodrit i molt actiu taller en el qual es van formar altres pintors de Leiden, inclosos Lucas van Leyden, Aertgen van Leyden, i els seus fills Cornelis, Lucas i Pieter Cornelisz. Lucas van Leyden és considerat el seu alumne més important, eclipsant Engebrechtsz en popularitat.
La seva obra, d'un estil personal i ben caracteritzat, de colors càlids i figures esveltes a la manera de l'anomenat manierisme d'Anvers, conjuga les tradicions de l'estil gòtic en la seva etapa final amb la diversitat d'influències modernes, tant de Flandes com d'Itàlia, que conflueixen a la seva ciutat natal, important focus d'intercanvis culturals. Encara que la seva obra conservada és en la seva major part devocional, Engebrechtsz sembla haver-se interessat també pel retrat.